# Javier Krahe
Francisco Javier Krahe de Salas (Madrid, 30 de marzo de 1944-Zahara de los Atunes, Cádiz, 12 de julio de 2015) fue un cantautor español, conocido por usar la ironía y la comedia en sus canciones. Grabó 15 discos y fue cofundador del sello discográfico independiente 18 Chulos.

## Biografía
Nacido en Madrid el 28 de marzo de 1944, estudió en el Colegio del Pilar. Inició estudios de Ciencias Económicas, pero los dejó para dedicarse al cine como ayudante de dirección. Para ello, su padre lo manda dos años a Zamora como ayudante de cámara de su tío Fernando López Heptener.
Después de cumplir el servicio militar, conoce al amor de su vida en París, la canadiense Annick, con la que parte a Canadá, donde empieza su carrera como letrista, inspirado por el ejemplo de Georges Brassens y Leonard Cohen. Su hermano Jorge se ocupa de musicar los textos. Compone algunas canciones que interpreta, entre otros, Rosa León.
Ya en España, Chicho Sánchez Ferlosio le anima a actuar en locales como La Aurora, donde conoce a Joaquín Sabina y Alberto Pérez. Como trío graban el disco La mandrágora (1981), que toma su nombre de uno de los locales donde solían actuar en esos días. También actúa en TVE en el programa Si yo fuera presidente.
Durante años no faltó a su cita recurrente con los conciertos de pequeño formato en salas y locales como el madrileño Café Central, ni a su participación en torneos de ajedrez, una de sus pasiones, tanto en el barrio de Malasaña como en su segundo hogar, Zahara de los Atunes.
Falleció de un infarto de miocardio en Zahara de los Atunes, provincia de Cádiz, el 12 de julio de 2015.

## Carrera musical
Javier Krahe debuta como solista con el disco Valle de lágrimas (1980), en el que ya se aprecia su estilo característico de letras irónicas, rimas ingeniosas, con música sencilla (en sus inicios, Krahe llamaba al acorde de fa mayor «la difícil», por ser este el acorde más complejo, ya que en la guitarra requiere el uso de la cejilla). En los discos siguientes los arreglos se escoran a menudo hacia el jazz, convirtiéndose Krahe en un habitual de pequeñas salas como el Café Central de Madrid, Galileo o Clamores, a veces en compañía de otros cantautores como Riki López o Palito.
El perfil de Krahe es el de un cantautor de culto. En 1986, TVE censura su canción «Cuervo ingenuo» (sátira de la ambigüedad ideológica del PSOE), que iba a emitirse como parte de un concierto de Joaquín Sabina.
En 1999 funda la discográfica independiente 18 Chulos junto a Pepín Tre, Santiago Segura, el Gran Wyoming, Faemino y Pablo Carbonell. En ella ha editado varios discos: Dolor de garganta, Cábalas y cicatrices, Cinturón negro de karaoke, Querencias y extravíos, Toser y cantar, Las diez de últimas y En el Café Central de Madrid; además del disco homenaje ...Y todo es vanidad.
Su disco Querencias y extravíos se lanza en diciembre de 2007, en un paquete que incluye un libro de conversaciones del cantante con la periodista Paloma Leyra. También su disco de 2010, Toser y cantar, incluye el libro De mil amores, que contiene un estudio de su obra a cargo del escritor y catedrático Miguel Tomás y Valiente, así como ilustraciones del pintor Octavio Colis.
En 2014 pone a la venta en Fnac y la web de 18 Chulos Records el disco En el Café Central de Madrid en CD y DVD, un repaso a sus 35 años de trayectoria.
Su modo de escribir muestra un gran cuidado por la rima y la métrica, con referencias a grandes obras de la literatura mundial o del cine. Joaquín Sabina considera que Krahe es «el mejor escritor de canción desde el punto de vista de la letra».

## Discografía oficial
- Valle de lágrimas (1980)

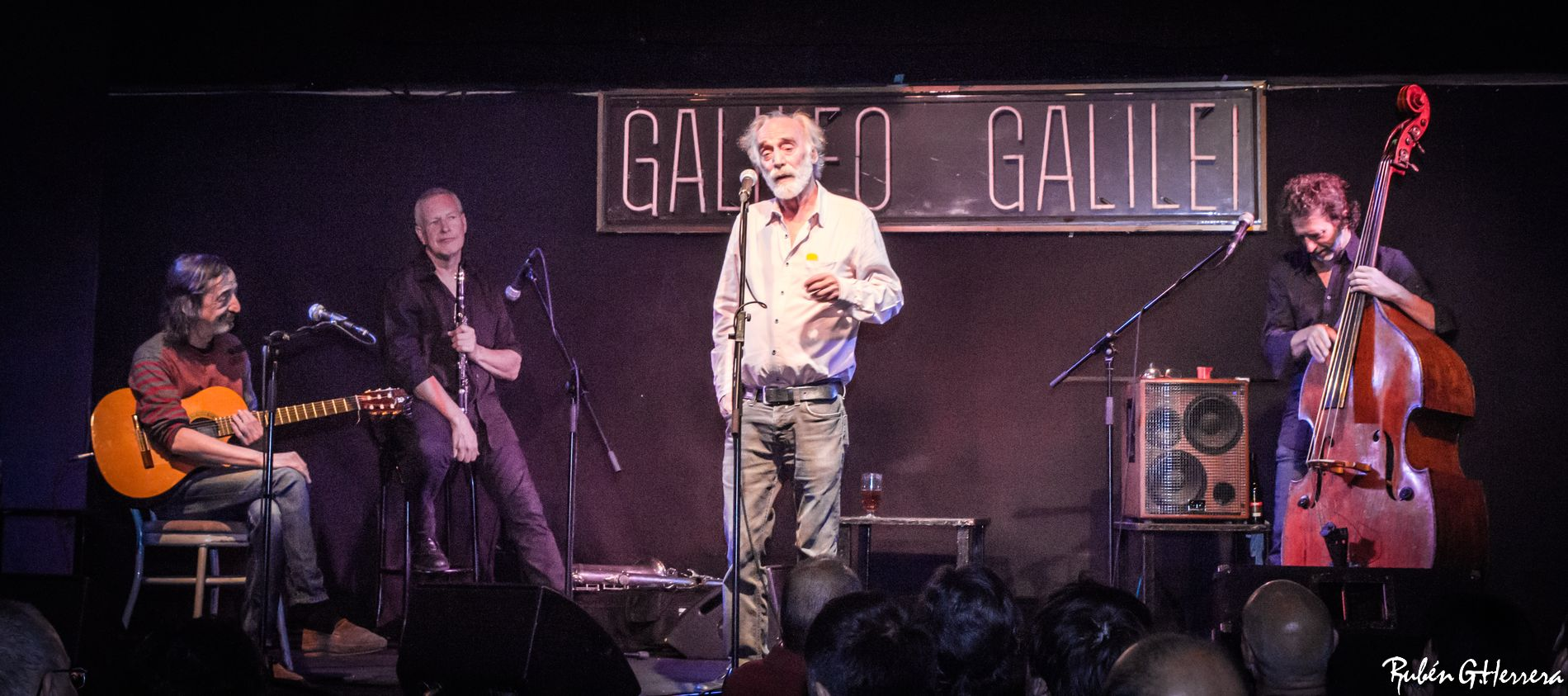
Concierto de Javier Krahe el 22 de abril de 2015.

- La mandrágora (con Joaquín Sabina y Alberto Pérez) (1981)
- Aparejo de fortuna (1984)
- Corral de cuernos (1985)
- Haz lo que quieras (1987)
- Elígeme (en vivo) (1988)
- Sacrificio de dama (1993)
- Versos de tornillo (1997)
- Dolor de garganta (1999)[5]
- Cábalas y cicatrices (en vivo) (2002)
- Cinturón negro de karaoke (2006)
- Querencias y extravíos (en vivo) (2007)
- Toser y cantar (2010)
- Las diez de últimas (2013)
- En el Café Central de Madrid (CD+DVD en vivo) (2014)

### Discos de homenaje
- ...Y todo es vanidad (2 CD+DVD homenaje a Javier Krahe) (2004)
- La sonrisa de Krahe (CD+DVD homenaje a Javier Krahe) (2019)
- Colegio Público Javier Krahe (Los Toreros Muertos) (2020)

### Discografía no oficial
- Piratas en La Mandrágora (1981)
- Pongamos que hablo de Madrid / El tío Marcial (recopilatorio con Joaquín Sabina) (2000)
- Surtido selecto (recopilatorio) (2000)

### Filmografía
- 10 comentarios (1978). Rodada en super-8 por un grupo de amigos entre los que se encontraban el propio Krahe y Enrique Seseña.
- Esta no es la vida privada de Javier Krahe (2005). Largometraje documental, en forma de road movie, dirigido por los cineastas Ana Murugarren y Joaquín Trincado.

## Proceso por escarnio de la religión

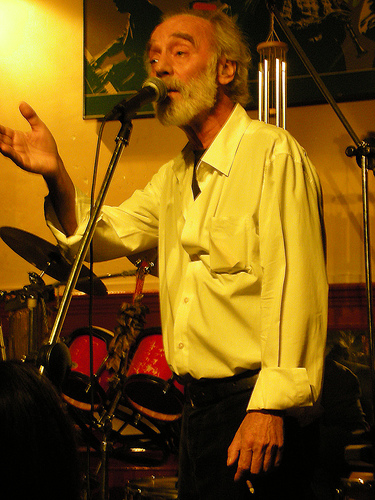
Javier Krahe durante una actuación en directo en el Café Central de Madrid.

En 2004, durante una entrevista en el programa de Canal Plus Lo más plus, se emitió un fragmento de la película Esta no es la vida privada de Javier Krahe que incluía sin su conocimiento un filme casero, que no estaba destinado a ser proyectado públicamente, rodado por Krahe y por unos amigos, en el que se presentaba una receta para cocinar un crucifijo untado con mantequilla y sobre un lecho de patatas y cebollas, mostrando cómo se introduce el crucifijo en un horno y cómo este se abre solo a los tres días, parodiando la resurrección. La decisión de emitir la cinta como fondo a la entrevista la tomó la productora del programa Montserrat Fernández Villa porque pensó "que podría tener interés para los espectadores".
Pronto se inicia una campaña de protesta por parte de un sector de la prensa, de modo que fue declarado persona non grata por Jesús de Polanco, el entonces mayor accionista del Grupo Prisa y dueño de Canal Plus.
Después de ser archivada en dos ocasiones, la querella presentada por el Centro Jurídico Tomás Moro llegó al Juzgado de lo Penal número 8 de Madrid, que el 28 de mayo de 2012 inicia la vista oral contra Javier Krahe y contra Monserrat Fernández Villa, productora del programa de Canal Plus que emitió el filme en 2004, por un presunto delito de escarnio. Durante el juicio Javier Krahe, que estuvo arropado por representantes del mundo de la cultura (Anton Reixa, Miguel Ríos, Álex de la Iglesia, Leo Bassi y otros), declaró que la "cinta se rodó entre varios" y se "hizo para proyectar en la pared de casa o de algún amigo". "Yo tenía la cámara, no sé si todo el rato. La idea era improvisar", afirmó. Compareció como testigo El Gran Wyoming (José Miguel Monzón) que admitió que formaba parte del equipo que rodó la película sobre Krahe y negó que el cantante supiera que fueran a emitir las polémicas imágenes sobre el crucifijo. Por su parte el presidente del Centro Jurídico Tomás Moro, que es la entidad que presentó la querella, afirmó que el juicio era "una verdadera victoria en defensa de la libertad religiosa, por cuanto supone la primera vez que se aplica el artículo 525 del Código Penal" (reformado en 1995, que tipifica como delito la "ofensa a los sentimientos religiosos de los miembros de una confesión religiosa" y el "escarnio de dogmas, creencias o ritos"). La fiscal del caso dijo que no formulará acusación, porque no ve delito, y el juicio quedó visto para sentencia después de dos horas.
En unas declaraciones hechas a una periodista del diario El País Javier Krahe afirmó:

Se me acusa de una serie de cosas que no he hecho. Yo no he salido en televisión cocinando un Cristo, ni aparezco en las imágenes ni las he exhibido, no tengo mano en televisión. Proceden de una película que se hizo sobre mí, con la que no tengo nada que ver.

Dos semanas después, el viernes 8 de junio, fue absuelto de todos los cargos, así como la productora del programa de Canal Plus. En la sentencia el juez subrayaba que la película casera objeto de la demanda fue el resultado del legítimo ejercicio de una expresión artística que "con un componente burlesco, hizo una crítica del fenómeno religioso en nuestra sociedad". En el corto, según el juez, hay "un inequívoco sentido satírico, provocador y crítico, pero no el de ofender".